# Драгана Цвијић
Драгана Цвијић (Београд, 15. март 1990) је српска рукометна репрезентативка.

## Биографија
На Светском првенству 2013. у избору ИХФ-а. проглашена је за најбољег пивотмена.
У току своје каријере наступала је за Црвену звезду, Крим, Будућности из Подгорице, а сада је члан Вардара из Скопља.
Освојила је са екипом Будућности из Подгорице, ЕХФ Лигу шампиона 2012. године.
Са репрезентацијом Србије осваја сребрну медаљу на Светском првенству 2013..